# Hippotion dexippus
Hippotion dexippus là một loài bướm đêm thuộc họ Sphingidae, chi Hippotion.